# بايلي بيكوك فاريل
بايلي بيكوك فاريل (29 أكتوبر 1996 بدارلينغتون في المملكة المتحدة - ) (بالإنجليزية: Bailey Peacock-Farrell)‏ هو لاعب كرة قدم بريطاني في مركز حراسة المرمى. لعب مع ليدز يونايتد ونادي يورك سيتي.

## وصلات خارجية
- بايلي بيكوك فاريل على موقع الاتحاد الدولي (مؤرشف)  (الإنجليزية)
- بايلي بيكوك فاريل على موقع الاتحاد الأوربي (الإنجليزية)
- بايلي بيكوك فاريل على موقع قاعدة بيانات كرة القدم.إي يو (الإنجليزية)
- بايلي بيكوك فاريل على موقع ناشيونال فوتبول تيمز (الإنجليزية)
- بايلي بيكوك فاريل على موقع Soccerbase.com (لاعب) (الإنجليزية)
- بايلي بيكوك فاريل على موقع Soccerway.com (الإنجليزية)
- بايلي بيكوك فاريل على موقع عالم كرة القدم.نت (الإنجليزية)